# Cécile Gueret
Pour les articles homonymes, voir Guéret (homonymie).
Cécile Gueret, née Seregue en 1953, est une syndicaliste et femme politique centrafricaine, maire de Bangui pendant la période 2000-2003.

## Militante syndicale et féministe
Membre du bureau national de l'Union syndicale des travailleurs de Centrafrique (USTC), elle est arrêtée le 9 juillet 1991 pour ses activités syndicales sous le régime de président André Kolingba. Activiste pendant 23 ans, elle accède à la présidence du conseil d’administration de l’Union générale des travailleurs de Centrafrique (UGTC), en 2000. Féministe, elle préside en 2015, l’Organisation des femmes de Centrafrique (OFCA).

## Maire de Bangui
Elle est désignée maire de Bangui par le président Ange-Félix Patassé en février 2000 ; elle est alors l'une des rares femmes à accéder à ce niveau de responsabilité. Elle demeure à la tête de ville de Bangui pendant plus de trois ans.